# Athanase de Kios
Pour les articles homonymes, voir Saint Athanase et Athanase.
Athanase de Kios est un saint néomartyr orthodoxe du XVIIe siècle, fêté le 24 juillet.

## Biographie
Athanase était un chrétien pieux et fortuné de la ville de Kios, dans la région de Nicée. Lorsqu'en 1670 les autorités ottomanes imposèrent de nouvelles taxes aux chrétiens, il demanda aux Turcs de la région de contribuer au payement. Arrêté et conduit à Constantinople, il fut accusé à tort d'avoir promis de se convertir à l'islam puis de s'être rétracté. Il fut emprisonné et torturé sur ordre du vizir, et comme il demeurait chrétien malgré les tortures et refusait la conversion à l'islam, il fut décapité.